# ام‌بی‌بی ۲۲۳ فلامینگو
ام‌بی‌بی ۲۲۳ فلامینگو (به انگلیسی: MBB_223_Flamingo) یک هواگرد ملخ‌پیشین تک‌موتوره از نوع آموزشی تجاری ساخت شرکت SIAT, مسراشمیت بولکوف بلوم، CASA است. هواگرد ام‌بی‌بی ۲۲۳ فلامینگو نخستین پروازش را در ۱ مارس ۱۹۶۷ میلادی انجام داد.